# Américo Plá Rodríguez
Américo Plá Rodríguez (Montevideo, 19 de febrero de 1919 - Montevideo, 22 de julio de 2008) fue un abogado laboralista y profesor uruguayo, decano de la Facultad de Derecho de la Universidad de la República entre 1994 y 1998. 

## Biografía
Nació en Montevideo, el 19 de febrero de 1919. En 1942 egresó como Abogado de la Universidad de la República; profesión que ejerció hasta el año 2004, luego de 62 años de ejercicio profesional.
Durante el transcurso de su carrera, Plá Rodríguez se especializó en el campo del Derecho laboral, siguiendo los pasos del doctor Francisco de Ferrari. 
Accedió al cargo de abogado adjunto del Sindicato Médico del Uruguay en 1957, ascendiendo años más tarde a Abogado Jefe. Colaboró durante muchos años con el Comité Ejecutivo del SMU, siendo el creador de las Bases Fundamentales del CASMU, junto a Carlos María Fosalba. El Sindicato Médico, desde su fundación, había tenido abogados de enorme prestigio, entre ellos Juan José de Amézaga y Emilio Frugoni. En 1985 Plá fue alejado del SMU, pero continuó asesorando a varios médicos que igualmente llegaron a su Estudio.
Comenzó a ejercer la docencia universitaria desde muy joven, así como la producción científica en el campo del Derecho del Trabajo. De esta manera, fue él quien impulsó la creación del conocido "Grupo de los Miércoles", un selecto grupo de abogados laboralistas, que todos los miércoles se reunían en su hogar a discutir temas relevantes del Derecho Laboral, así como a planificar futuras publicaciones. Hoy en día, el Grupo continúa reuniéndose religiosamente y publicando artículos. 
Los aportes y reconocimientos cosechados por Plá fueron destacados en el ámbito nacional, regional e internacional, siendo merecedor de premios y distinciones. Creó y dirigió, junto a De Ferrari y a Héctor Hugo Barbagelata, la Revista Derecho Laboral, siendo hoy, la más antigua de las publicaciones jurídicas especializadas del Uruguay. 
Culminó su carrera docente como Decano de la Facultad de Derecho de la Universidad de la República, entre los años 1994 y 1998. Durante su decanato, se puso en marcha el impulso para la creación de la carrera de Relaciones Laborales, a dictarse en dicha Facultad. Fue declarado como Profesor Emérito de la Facultad de Derecho.
Fue presidente de la Sociedad Internacional de Derecho del Trabajo y de la Seguridad Social y miembro de Número y presidente de la Academia Iberoamericana de Derecho del Trabajo y de la Seguridad Social. También fue Presidente del XVII Congreso Mundial del Trabajo. También fue presidente de la Asociación Uruguaya del Trabajo y presidente honorario de la Academia Iberoamericana del Derecho del Trabajo.
Integró, junto a su suegro, Dardo Regules, la Unión Cívica. Posteriormente fundó junto a Juan Pablo Terra Gallinal el Partido Demócrata Cristiano. Fue elegido diputado en el período 1963-1967 y luego senador suplente entre 1971 y 1973. Es recordada su intervención en la Cámara de Senadores la noche del 26 de junio de 1973, cuando se clausuraba el Parlamento con un golpe de Estado.
Entre 1987 y 1989 integró la "Comisión Nacional Pro Referéndum", constituida para revocar la "Ley de Caducidad de la Pretensión Punitiva del Estado", promulgada en diciembre de 1986 para impedir el juzgamiento de los crímenes cometidos durante la dictadura militar en su país (1973-1985).
Falleció el 22 de julio de 2008 en Montevideo. En su testamento, legó todos sus libros a la Facultad de Derecho, que cuenta con una Biblioteca especializada en Derecho Laboral que lleva, en honor a él, su nombre.

## Obras publicadas
- Plá Rodríguez, Américo (1947). Los conflictos del trabajo: necesidad de crear para ellos una justicia especializada. El Siglo Ilustrado, Uruguay.
- Plá Rodríguez, Américo (1973). Régimen legal vigente en el Uruguay en materia de convenios colectivos.
- Plá Rodríguez, Américo (1978). Los principios del derecho del trabajo. Depalma, Argentina.
- Plá Rodríguez, Américo (1978). Accidentes de trabajo: ¿seguro mercantil o seguro social?. Centro de Estudios Constitucionale, España.
- Plá Rodríguez, Américo (1980). Curso de Derecho Laboral: Contratos especiales de trabajo. Acali, Uruguay.
- Plá Rodríguez, Américo (1982). Curso de direito do trabalho: contratos de trabalho. LTR, Brasil.
- Plá Rodríguez, Américo (1987). Curso de Derecho Laboral: Contratos de trabajo. Idea, Uruguay.
- Plá Rodríguez, Américo (1988). Curso de Derecho Laboral: Reglamentación del Trabajo. Idea, Uruguay.
- Plá Rodríguez, Américo (1994). Curso de Derecho Laboral: El salario. Idea, Uruguay.
- Plá Rodríguez, Américo (1999). Estudios de la Seguridad Social. FCU, Uruguay.
- Plá Rodríguez, Américo (1999). Curso de Derecho Laboral: Derecho Colectivo. Idea, Uruguay.
- Plá Rodríguez, Américo (2000). Princípios de direito do trabalho. LTR, Brasil.
- Plá Rodríguez, Américo (2001). Curso de Derecho Laboral: Conflictos Colectivos. Idea, Uruguay.
- Plá Rodríguez, Américo (2001). La actual coyuntura del derecho laboral. FCU, Uruguay.